# Atletika na Letních olympijských hrách 2004 – 1500 metrů muži
 Běh na 1500 metrů mužů na Letních olympijských hrách 2004 se uskutečnil 20., 22. a 24. srpna na Olympijském stadionu v Athénách. Vítězem se stal marocký běžec Hicham El Guerrouj, stříbrnou medaili získal keňský běžec Bernard Lagat a bronz Portugalec Rui Silva. Celkem se této disciplíny zúčastnilo 40 běžců.

## Výsledky finálového běhu
| *                | jméno                | země           | čas     |
| ---------------- | -------------------- | -------------- | ------- |
| Zlatá medaile    | Hicham El Guerrouj   | Maroko         | 3:34,19 |
| Stříbrná medaile | Bernard Lagat        | Keňa           | 3:34,30 |
| Bronzová medaile | Rui Silva            | Portugalsko    | 3:34,68 |
| 4                | Timothy Kiptanui     | Keňa           | 3:35,61 |
| 5                | Ivan Heško           | Ukrajina       | 3:35,82 |
| 6                | Michael East         | Velká Británie | 3:35,44 |
| 7                | Reyes Estévez        | Španělsko      | 3:36,63 |
| 8                | Gert-Jan Liefers     | Nizozemsko     | 3:37,17 |
| 9                | Adil Kaouch          | Maroko         | 3:38,26 |
| 10               | Mulugeta Wendimu     | Etiopie        | 3:38,33 |
| 11               | Kamal Boulahfane     | Alžírsko       | 3:39,02 |
| 12               | Isaac Kiprono Songok | Keňa           | 3:41,72 |